# Tybinka

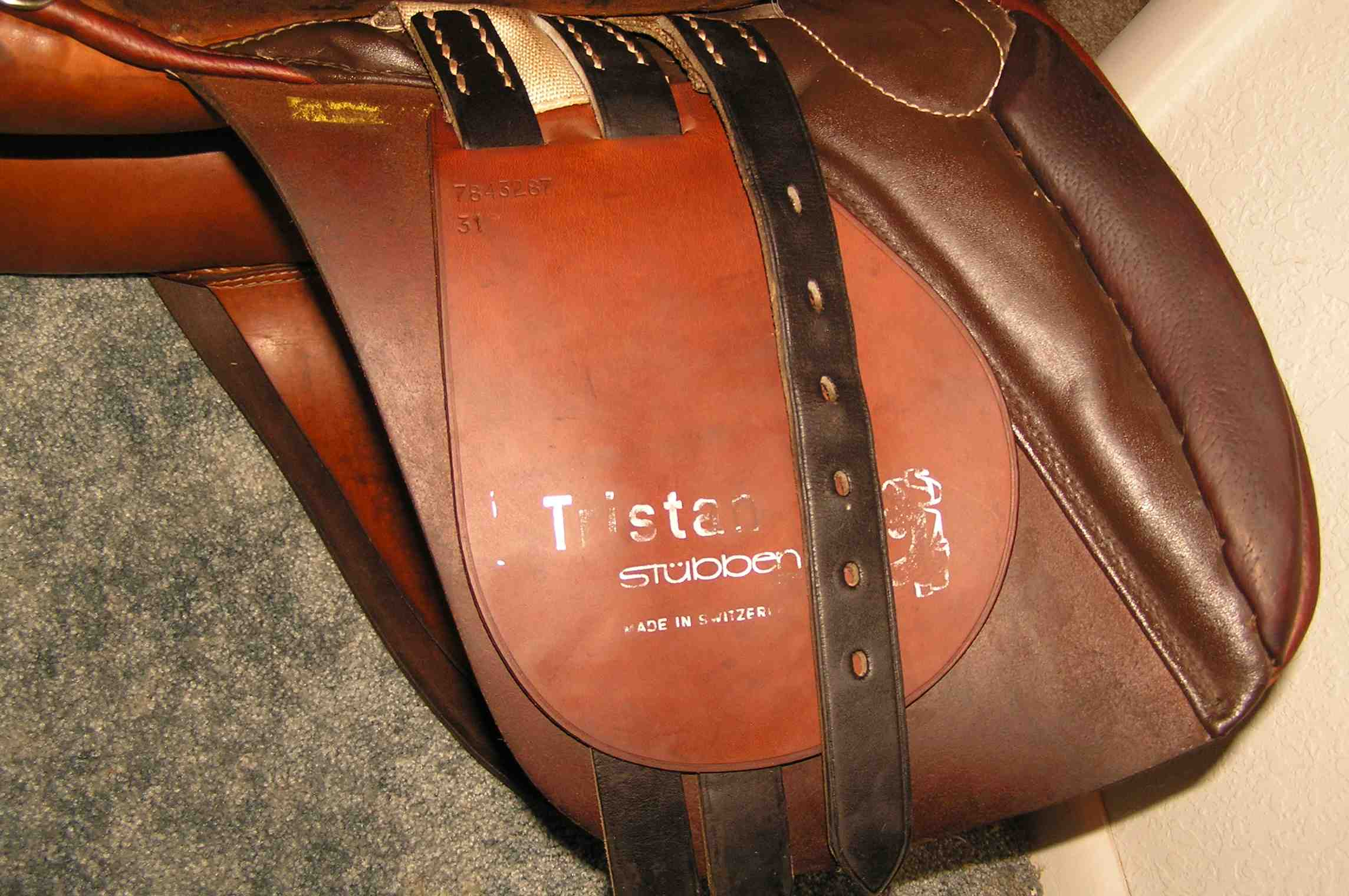
Siodło z uniesioną tybinką dużą – widoczna tybinka mała i przystuły do mocowania popręgu

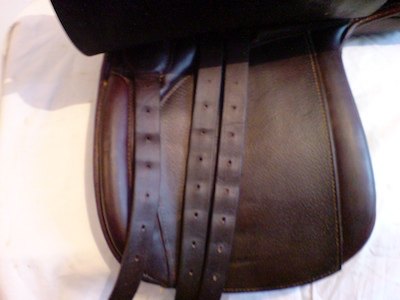
Siodło z uniesionymi tybinkami – widoczne przystuły do mocowania popręgu

Tybinka – część siodła stanowiąca bok siodła z poduszką kolanową, o którą jeździec opiera kolano. 

Istnieją dwa rodzaje tybinek:
- tybinka duża – płat siodła po bokach siedziska,
- tybinka mała (podtybinka) – leży pod dużą tybinką, przykrywa przystuły, czyli pasy, do których mocowany jest popręg.

Ustawienie tybinek (niezmienne dla konkretnego siodła), wraz z budową siedziska, wpływa na dosiad jeźdźca i reguluje działanie pomocy jeździeckich, szczególnie łydek.